# Pommers voetbalkampioenschap 1930/31
In 1930/31 werd het dertiende Pommers voetbalkampioenschap gespeeld. De competitie werd overgeheveld van de Baltische naar de Brandenburgse voetbalbond. De clubs uit Köslin en Schneidemühl werden dit jaar overgeheveld naar de Grensmarkse competitie. 
PSV Stettin werd kampioen en plaatste zich voor de Brandenburgse eindronde. Daar trof de clubs drie clubs uit Berlijn, die veel te sterk waren. De clubs uit de hoofdstad waren van een heel ander kaliber dan de Baltische clubs van de voorgaande jaren. 

## Reguliere competitie

### Bezirksliga Stettin/Stargard
| Plaats | Club                      | Wed.     | W        | G        | V        | Saldo    | Ptn.     |
| ------ | ------------------------- | -------- | -------- | -------- | -------- | -------- | -------- |
| 1.     | Polizei SV 1920 Stettin   | 12       |          |          |          | 24:11    | 19:5     |
| 2.     | Stettiner SC 08           | 13       |          |          |          | 18:14    | 19:7     |
| 3.     | SC Viktoria 1911 Stargard | 12       |          |          |          | 12:13    | 14:10    |
| 4.     | VfB 08 Stettin            | 12       |          |          |          | 19:8     | 13:11    |
| 5.     | SK Stettiner Rasenfreunde | 12       |          |          |          | 14:9     | 13:11    |
| 6.     | SC Preußen 01 Stettin     | 13       |          |          |          | 13:17    | 13:13    |
| 7.     | Züllchower SC             | 12       |          |          |          | 8:10     | 12:12    |
| 8.     | SC Comet 1912 Stettin     | 11       |          |          |          | 7:25     | 6:16     |
| 9.     | FC 04 Blücher Stettin     | 11       |          |          |          | 4:12     | 4:18     |
| 10.    | Stettiner FC Titania 02   | Failliet | Failliet | Failliet | Failliet | Failliet | Failliet |

|  | Kampioen geplaatst voor de eindronde                                      |
|  | Geplaatst voor eindronde                                                  |
|  | Degradatie                                                                |
|  | Titania Stettin ging failliet, de spelers sloten zich bij VfL Stettin aan |

### Bezirksliga Gollnow/Pyritz
| Plaats | Club                     | Wed. | W | G | V | Saldo | Ptn. |
| ------ | ------------------------ | ---- | - | - | - | ----- | ---- |
| 1.     | SV Mackensen Greifenberg |      |   |   |   |       |      |
| 2.     | Naugarder SC 1910        |      |   |   |   |       |      |
| 3.     | SC Blücher 1911 Gollnow  |      |   |   |   |       |      |
| 4.     | SC Preußen 1909 Gollnow  |      |   |   |   |       |      |
| 5.     | PSV Treptow              |      |   |   |   |       |      |

|  | Kampioen geplaatst voor de eindronde |

### Bezirksliga Vorpommern
| Plaats | Club                        | Wed. | W | G | V | Saldo | Ptn. |
| ------ | --------------------------- | ---- | - | - | - | ----- | ---- |
| 1.     | SV Viktoria 1924 Stralsund  |      |   |   |   |       |      |
| 2.     | SV 1907 Stralsund           |      |   |   |   |       |      |
| 3.     | SC Concordia 1910 Stralsund |      |   |   |   |       |      |
| 4.     | RTSV Germania Stralsund     |      |   |   |   |       |      |
| 5.     | Greifswalder SC             |      |   |   |   |       |      |
| 6.     | SV Preußen 1924 Greifswald  |      |   |   |   |       |      |
| 7.     | Swinemünder SC              |      |   |   |   |       |      |
| 8.     | SC Sassnitz                 |      |   |   |   |       |      |
| 9.     | VfB Binz                    |      |   |   |   |       |      |

|  | Kampioen geplaatst voor de eindronde |

## Eindronde
Deelnemers
| Club                       | Gekwalificeerd als                |
| -------------------------- | --------------------------------- |
| SV Mackensen Greifenberg   | Kampioen van Gollnow/Pyritz       |
| Polizei SV 1920 Stettin    | Kampioen van Stettin-Stargard     |
| Stettiner SC               | Vicekampioen van Stettin-Stargard |
| SK Stettiner Rasenfreunde  | Vijfde plaats Stettin-Stargard    |
| SV Viktoria 1924 Stralsund | Kampioen van Voor-Pommeren        |

Voorronde
| Team 1                    | Uitslag | Team 2                     |
| ------------------------- | ------- | -------------------------- |
| Stettiner SC              | 4:1     | SV Mackensen Greifswald    |
| SK Stettiner Rasenfreunde | 3:2     | SV Viktoria 1924 Stralsund |

Groepsfase
| Plaats | Club                      | Wed. | W | G | V | Saldo | Ptn |
| ------ | ------------------------- | ---- | - | - | - | ----- | --- |
| 1.     | Stettiner SC              | 3    | 2 | 1 | 0 | 6:2   | 5:1 |
| 2.     | Polizei SV Stettin        | 3    | 2 | 1 | 0 | 10:7  | 5:1 |
| 3.     | VfB Stettin               | 3    | 1 | 0 | 2 | 10:7  | 2:4 |
| 4.     | SK Stettiner Rasenfreunde | 3    | 0 | 0 | 3 | 3:13  | 0:6 |

|  | Play-off voor de eindronde |

Play-off
| Team 1      | Uitslag | Team 2       |
| ----------- | ------- | ------------ |
| PSV Stettin | 5:2     | Stettiner SC |